# 強盗・不同意性交等罪
強盗・不同意性交等罪（ごうとう・ふどういせいこうとうざい）とは、刑法241条に規定された犯罪類型の一つ。強盗犯人が強盗現場で不同意性交等に及ぶことを内容とする。2023年7月13日の刑法改正前は強盗・強制性交等罪、2017年7月11日以前は強盗強姦罪という罪名だった。
未遂犯も処罰対象（刑法243条）。法定刑は無期または7年以上の拘禁刑であるが、死の結果が生じた場合は、殺意の有無に関わらず刑が加重され（強盗・不同意性交等致死罪、同殺人罪）、法定刑は死刑または無期拘禁刑となる。
なお、「不同意性交等」の定義については「不同意性交等罪」の項目を参照のこと。

## 解釈
かつての強盗強姦罪は強盗罪と強姦罪との結合犯であるとするのが通説・判例であるが、高裁レベルの裁判例のなかには不真正身分犯と述べるものがあった（いずれも平成29年改正前規定）。

### 主体及び既遂時期
強盗と強姦が共に既遂の場合は本罪の既遂に、共に未遂の場合は強盗強姦罪の未遂になることに異論は少ない。かつては、強盗が未遂で強姦が既遂の場合、本罪は既遂になり（大判大正10年5月13日刑集14巻514頁参照）、強盗が既遂で強姦が未遂の場合、本罪は未遂になった（東京高判平成5年12月13日高刑46巻3号312頁参照、福岡地判平成18年11月13日）。強盗強姦罪の主体である「強盗」には強盗未遂犯も含まれ、強姦行為が既遂に達したときに本罪は既遂となるとされていた（いずれも平成29年改正前規定）。また、かつては、強姦を行った後に強盗を行った場合には強盗強姦罪は成立せず、強姦罪と強盗罪の併合罪となった（大阪地判平成22年4月19日）。
平成29年改正により、強盗と強制（不同意）性交等の犯行の順序は不問とすることが本罪に明文で規定され、各犯行について未遂・既遂を問わず、いずれかの犯行に及んだ後に、もう片方の犯行に着手した時点で本罪は既遂となることとされた（本罪は、加重処罰規定〈人の死亡について〉の未遂を除き、未遂処罰規定が存在しない。ただし、後述の通り、両方の犯行がいずれも未遂であるときは厳軽を認める規定が存在する）。

### 身分が関わる罪
平成29年改正前の強盗強姦罪では、「強姦」には13歳未満の女子の姦淫や、準強姦が文理上も含まれる。
平成29年改正後の強盗・強制性交等罪では、「強制性交等の罪」には13歳未満の者への性交等や、準強制性交等が文理上も含まれるが、監護者性交等は明文で含まれない。本罪が適用されないケースでは併合罪などになると考えられる。

### 傷害の結果が生じた場合
強盗強姦致傷罪という類型は存在しなかった。そこで、どの条文が適用されるかについて争いがある。強盗強姦罪の単純一罪であるとする説、強盗強姦罪と強盗致傷罪の観念的競合であるとする説がある。
強盗と強姦が共に未遂で、傷害の結果が生じた場合には、強盗強姦未遂罪のみが成立する（大阪地判平成22年6月5日）。
また、下級審ではあるが、強盗強姦罪の一罪のみが成立するが、傷害の事実は重要な量刑の対象であるとした判決がある（東京地判平成元年10月31日判時1363号158頁）。

### 死の結果につき殺意があった場合
強盗犯人が被害者を強姦し、故意に殺害した場合、どの条文が適用されるかについて争いがある。まず、241条後段に殺意がある場合を含むと考えるか否かに分かれる。
241条後段には殺意がある場合を含むという説によれば、強盗強姦致死罪の単純一罪となる（便宜上A説とする）。含まないという説は、更に強盗強姦致死罪と強盗殺人罪の観念的競合であるとする説（B説とする）、強盗強姦罪と殺人罪の観念的競合であるとする説（C説とする）、強盗強姦致死罪と殺人罪の観念的競合であるとする説（D説とする）、強姦罪と強盗殺人罪の観念的競合であるとする説（E説とする）、強盗強姦罪と強姦殺人罪の観念的競合であるとする説（F説とする）、に分かれる。
通説・判例はF説である（大判大正10年5月13日〈既出〉、福岡高判平成20年2月7日）。また、強姦行為のみが未遂である場合は、強盗強姦未遂罪と強盗殺人罪の観念的競合となる（福岡高判平成20年2月7日〈既出〉、福岡地判平成18年11月13日〈既出〉）。E説も刑事政策上や量刑上は問題ないと考えられ有力説である。しかしそれぞれに批判論点が存在する。A説に対しては結果的加重犯であるという文言に反しているとの、B説に対しては強盗の二重評価との、C説に対しては強盗強姦罪よりも法定刑が軽くなるとの、B説およびD説に対しては人の死の結果について故意によらない場合と故意による場合の矛盾した二重評価であるとの、E説については親告罪の問題（改正前）があるとの、F説については強盗の二重評価や未遂の評価（改正前）、強盗殺人罪の観念（機会説、通説）に問題があるとの批判がそれぞれされている。

### 減軽
平成29年改正後では、未遂につき減軽を定める（刑法241条2項）。強盗行為および不同意（強制）性交等行為の両方とも未遂の場合には裁量的減軽を定める。ただし、人の死傷の結果を生じた場合にはこの適用はない。また、一方又は両方の罪が中止未遂となった場合には必要的減免を定める。

### 罪数論
平成29年前改正前の刑法では、強姦犯人が強姦後に強盗の故意を生じて金品を強取した場合、強姦罪と強盗罪の併合罪となる（最判昭和24年12月24日刑集3巻12号2114頁）場合もあった。
平成29年改正後は、文言も大きく変更され、未遂の扱いについても明文化されたため、改正前の量刑論、罪数論は採用できない可能性がある（未確定）。

### 国外犯
刑法第三条（国民の国外犯）および第三条の二（国民以外の者の国外犯）の対象である。

## 条文
現行法（2024年6月1日施行）と、各改正ごとの関連条文をそれぞれ示す。
条文中に本来ない文言を付け足したときは〈〉で示し、また、前回改正のものと改正のない条文は同上、省略するときは略と表記する。

### 明治41年（1908年）10月1日施行
- 第十二条　懲役ハ無期及ヒ有期トシ有期懲役ハ一月以上十五年以下トス

２〈略〉
- 第十四条　有期ノ懲役又ハ禁錮ヲ加重スル場合ニ於テハ二十年ニ至ルコトヲ得之ヲ減軽スル場合ニ於テハ一月以下ニ降スコトヲ得
- 第二百四十一条　強盗婦女ヲ強姦シタルトキハ無期又ハ七年以上ノ懲役ニ処ス 因テ婦女ヲ死ニ致シタルトキハ死刑又ハ無期懲役ニ処ス
- 第二百四十三条　第二百三十五条、第二百三十六条、第二百三十八条乃至第二百四十一条ノ未遂罪ハ之ヲ罰ス

### 平成7年（1995年）6月1日施行
- （懲役）

第十二条　懲役は、無期及び有期とし、有期懲役は、一月以上十五年以下とする。

２〈略〉
- （有期の懲役及び禁錮の加減の限度）

第十四条　有期の懲役又は禁錮を加重する場合においては二十年にまで上げることができ、これを減軽する場合においては一月未満に下げることができる。
- （強盗強姦及び同致死）

第二百四十一条　強盗が女子を強姦したときは、無期又は7年以上の懲役に処する。よって女子を死亡させたときは、死刑又は無期懲役に処する。
- （未遂罪）

第二百四十三条　第二百三十五条から第二百三十六条まで及び第二百三十八条から第二百四十一条までの罪の未遂は、罰する。

### 平成17年（2005年）1月1日施行
- （懲役）

第十二条　懲役は、無期及び有期とし、有期懲役は、一月以上二十年以下とする。

２〈略〉
- （有期の懲役及び禁錮の加減の限度）

第十四条　死刑又は無期の懲役若しくは禁錮を減軽して有期の懲役又は禁錮とする場合においては、その長期を三十年とする。
２　有期の懲役又は禁錮を加重する場合においては三十年にまで上げることができ、これを減軽する場合においては一月未満に下げることができる。
- （強盗強姦及び同致死）

第二百四十一条　〈同上〉
- （未遂罪）

第二百四十三条　〈同上〉

### 平成29年（2017年）7月13日施行
- 〈第十二条・第十四条　同上〉
- （強盗・強制性交等及び同致死）

第二百四十一条　強盗の罪若しくはその未遂罪を犯した者が強制性交等の罪（第百七十九条第二項の罪を除く。以下この項において同じ。）若しくはその未遂罪をも犯したとき、又は強制性交等の罪若しくはその未遂罪を犯した者が強盗の罪若しくはその未遂罪をも犯したときは、無期又は七年以上の懲役に処する。

２　前項の場合のうち、その犯した罪がいずれも未遂罪であるときは、人を死傷させたときを除き、その刑を減軽することができる。ただし、自己の意思によりいずれかの犯罪を中止したときは、その刑を減軽し、又は免除する。

３　第一項の罪に当たる行為により人を死亡させた者は、死刑又は無期懲役に処する。
- （未遂罪）

第二百四十三条　第二百三十五条から第二百三十六条まで、第二百三十八条から第二百四十条まで及び第二百四十一条第三項の罪の未遂は、罰する。

### 令和5年（2023年）7月13日施行
- 〈第十二条・十四条　同上〉
- （強盗・不同意性交等及び同致死）

第二百四十一条　強盗の罪若しくはその未遂罪を犯した者が第百七十七条の罪若しくはその未遂罪をも犯したとき、又は同条の罪若しくはその未遂罪を犯した者が強盗の罪若しくはその未遂罪をも犯したときは、無期又は七年以上の懲役に処する。

２〈同上〉

３〈同上〉
- （未遂罪）

第二百四十三条　〈同上〉

### 令和6年（2024年）6月1日施行
- <懲役を拘禁刑に改正>

## 適用例
2014年から2023年にかけての10年間で、本罪の認知件数は平均で30.4件/年だった。また、検察が強盗・強制性交等殺人罪を適用して被告人を起訴した事件は以下の2例がある（2021年1月時点）。
- 座間9人殺害事件 - 2020年12月に死刑判決。翌年1月に確定。
- 豊島区女性殺害遺棄事件 - 起訴後に強盗を窃盗に訴因変更。2022年3月に無期懲役判決[8][9]。